# Samtgemeinde Bardowick
Die Samtgemeinde Bardowick (Abkürzung: SamBa) ist eine Samtgemeinde im Nordwesten des Landkreises Lüneburg im Bundesland Niedersachsen.

## Geographie

### Nachbargemeinden
Die Samtgemeinde grenzt an die Samtgemeinde Salzhausen, an die Stadt Winsen (Luhe), die Samtgemeinde Elbmarsch (im Landkreis Harburg) und die Samtgemeinde Scharnebeck, die Gemeinde Adendorf, die Stadt Lüneburg, die Samtgemeinde Gellersen im Landkreis Lüneburg.

### Samtgemeindegliederung
Heutige Mitgliedsgemeinden (Fläche / Einw.) sind:
- Bardowick, Flecken (23,27 / 6.993)
- Barum (mit Ortsteilen Horburg und St. Dionys) (9,81 / 2.013)
- Handorf (9,88 / 2.061)
- Mechtersen (14,42 / 703)
- Radbruch (22,54 / 2.156)
- Vögelsen (8,26 / 2.339)
- Wittorf (12,02 / 1.489)

(Stand: 31. Dezember 2017)

## Geschichte

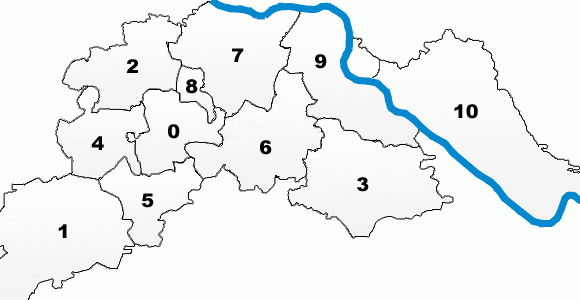
0 = Stadt Lüneburg
1 = Samtgemeinde Amelinghausen
2 = Samtgemeinde Bardowick
3 = Samtgemeinde Dahlenburg
4 = Samtgemeinde Gellersen
5 = Samtgemeinde Ilmenau
6 = Samtgemeinde Ostheide
7 = Samtgemeinde Scharnebeck
8 = Adendorf
9 = Bleckede
10 = Amt Neuhaus

Ende der 1960er / Anfang der 1970er Jahre sollte die Gemeinde Vögelsen Stadtteil von Lüneburg werden. Vögelsen war jedoch dagegen, da es sich gerade im Wachstum befand. So beschlossen die Gemeinden Bardowick, Mechtersen und Vögelsen, sich zu einer Samtgemeinde zusammenzuschließen. Dies wurde aber vom Landkreis Lüneburg nicht gerne gesehen. Erst als das niedersächsische Innenministerium dem zustimmte, konnte die Samtgemeinde gegründet werden. Am 1. Juli 1969 wurde die Samtgemeinde durch Bardowick, Mechtersen und Vögelsen endgültig gegründet. Am 1. März 1974 wurden Wittorf, St. Dionys, Barum, Handorf und Radbruch Mitglieder.
Ende 2003 wurden aus den einzelnen Freiwilligen Feuerwehren der Samtgemeinde verschiedene Züge gebildet. Bardowick stellt den Zug Bardowick Ort als Schwerpunktwehr. Die Feuerwehren Mechtersen, Radbruch und Vögelsen bilden den Zug West, und der Zug Nordost wird gebildet durch die Feuerwehren Handorf, Wittorf, Barum, Horburg und St. Dionys. Sie sorgen für den abwehrenden Brandschutz und die allgemeine Hilfe in der Samtgemeinde.

### Einwohnerentwicklung
| Jahr | Einwohner |
| ---- | --------- |
| 1974 | 10.143    |
| 1980 | 11.061    |
| 1985 | 11.329    |

| Jahr | Einwohner |
| ---- | --------- |
| 1990 | 11.994    |
| 1995 | 13.171    |
| 2000 | 14.724    |

| Jahr | Einwohner |
| ---- | --------- |
| 2005 | 16.284    |
| 2011 | 16.692    |
| 2017 | 17.754    |

(Stand jeweils zum 31. Dezember)

## Politik

### Samtgemeinderat
Der Samtgemeinderat Bardowick besteht aus 32 Ratsfrauen und Ratsherren. Dies ist die festgelegte Anzahl für eine Gemeinde mit einer Einwohnerzahl zwischen 15.001 und 20.000 Einwohnern. Die Ratsmitglieder werden durch eine Kommunalwahl für jeweils fünf Jahre gewählt. Neben den 32 in der Samtgemeindewahl gewählten Mitgliedern ist außerdem der hauptamtliche Samtgemeindebürgermeister im Rat stimmberechtigt.
Die vergangenen vier Wahlen zum Samtgemeinderat führten zu folgenden Ergebnissen:
|               | SPD    | CDU    | Grüne  | Wir für Bardowick | UWG Barum | FDP   | NPD   | Linke | Gesamt   |
| ------------- | ------ | ------ | ------ | ----------------- | --------- | ----- | ----- | ----- | -------- |
| 2021 Sitze    | 10     | 9      | 6      | 3                 | 2         | 1     | 1     | –     | 32 Sitze |
| Stimmenanteil | 31,1 % | 28,9 % | 20,3 % | 8,4 %             | (4,9 %)   | 4,5 % | 2,0 % | –     |          |
|               |        |        |        |                   |           |       |       |       |          |
| 2016 Sitze    | 12     | 12     | 4      | 2                 | –         | 1     | 1     | –     | 32 Sitze |
| Stimmenanteil | 38,0 % | 35,8 % | 13,0 % | 7,0 %             | –         | 3,8 % | 2,6 % | 0,0 % |          |
|               |        |        |        |                   |           |       |       |       |          |
| 2011 Sitze    | 12     | 12     | 5      | 2                 | -         | –     | –     | 1     | 32 Sitze |
| Stimmenanteil | 38,4 % | 38,2 % | 14,3 % | 5,8 %             | –         | 1,3 % | –     | 2,0 % |          |
|               |        |        |        |                   |           |       |       |       |          |
| 2006 Sitze    | 9      | 11     | 3      | –                 | –         | 2     | –     | 1     | 26 Sitze |
| Stimmenanteil | 35,0 % | 44,8 % | 10,5 % | –                 | -         | 6,7 % | –     | 3,0 % |          |

Die Beteiligung an der Wahl 2021 lag bei 63,82 Prozent.

### Samtgemeindebürgermeister
Der Samtgemeindebürgermeister war bis zum 31. Oktober 2011 Günter Dubber (CDU). Zu seinem Nachfolger wurde am 11. September 2011 Heiner Luhmann (CDU) gewählt. Er wurde am 26. Mai 2019 ohne Gegenkandidaten im Amt bestätigt. Luhmann erhielt dabei 76,53 % Ja-Stimmen.

### Wahlkreise
Die Samtgemeinde Bardowick gehört zum Landtagswahlkreis 49 Lüneburg und zum Bundestagswahlkreis 38 Lüchow-Dannenberg – Lüneburg.

### Gemeindepartnerschaften
Partnergemeinden sind seit 1995 Skoki in Polen und seit 2006 Drechterland in den Niederlanden (von 1970 bis 2005 hatte die Gemeinde Venhuizen, die in Drechterland aufging, die letztgenannte Partnerschaft inne).